# Aleksej Spiridonov (pallavolista)
Aleksej Aleksandrovič Spiridonov (in russo Алексей Александрович Спиридонов?; Revjakino, 26 giugno 1988) è un pallavolista russo.
Gioca nel ruolo di schiacciatore nello Zenit-Kazan.

## Carriera
La carriera di Aleksej Spiridonov inizia nella seconda squadra del Volejbol'nyj klub Iskra Odincovo, società che lo porta anche all'esordio nel massimo campionato russo nella stagione 2008-09: in quattro anni il miglior risultato è una finale scudetto persa contro il Volejbol'nyj klub Zenit-Kazan'. Il 27 maggio 2011 esordisce anche con la nazionale della Russia nella vittoriosa gara di World League contro il Giappone, competizione che si chiuderà con la conquista della medaglia d'oro; il 23 agosto dello stesso anno viene messo fuori squadra dal commissario tecnico Vladimir Alekno per motivi disciplinari: la squalifica dura fino a dicembre e gli costa la revoca del premio per la conquista della World League.
Nel 2012-13 si trasferisce al Volejbol'nyj klub Ural, dove perde un'altra finale di campionato, stavolta contro il Volejbol'nyj klub Belogor'e; nel frattempo, con l'arrivo di Andrej Voronkov sulla panchina della nazionale, viene reintegrato nella squadra, vincendo due medaglie d'oro, nel campionato europeo e nella World League, mentre in Grand Champions Cup arriva la medaglia d'argento.
Successivamente disputa la stagione 2013-14 con la maglia del Volejbol'nyj klub Fakel, senza ottenere risultati importanti; con la nazionale partecipa al campionato mondiale 2014, concludendo la manifestazione al quinto posto, mentre ottiene la medaglia d'oro nel Memorial Hubert Wagner 2014. Dalla stagione 2014-15 viene tesserato dal Volejbol'nyj klub Zenit-Kazan' con cui si aggiudica la Champions League 2014-15, successo bissato anche nell'edizione successiva.
Nell'annata 2016-17 passa al Volejbol'nyj klub Enisej dove rimane per due stagioni prima di trasferirsi nuovamente per il campionato 2018-19 al club di Kazan', con cui vince la Supercoppa 2018.

## Palmarès

### Club
- Supercoppa russa: 1

2018
- Champions League: 2

2014-15, 2015-16

### Nazionale (competizioni minori)
- Campionato europeo juniores 2006
- Memorial Hubert Wagner 2013
- Memorial Hubert Wagner 2014